# أونيموشا
أونيموشا (بالإنجليزية: Onimusha)‏ (باليابانية: 鬼武者)، هي مصطلح ياباني والتي تعني محارب الأرواح الشريرة أوني، هي سلسلة ألعاب الفيديو التي طورتها ونشرتها شركة كابكوم اليابانية، بدأت إصدار اللعبة عام 2001، وسيتم إصدار اللعبة القادمة سنة 2026.